# Leucania leucosta
Leucania leucosta là một loài bướm đêm trong họ Noctuidae.